# Danh sách khẩu pháo lớn nhất theo cỡ nòng

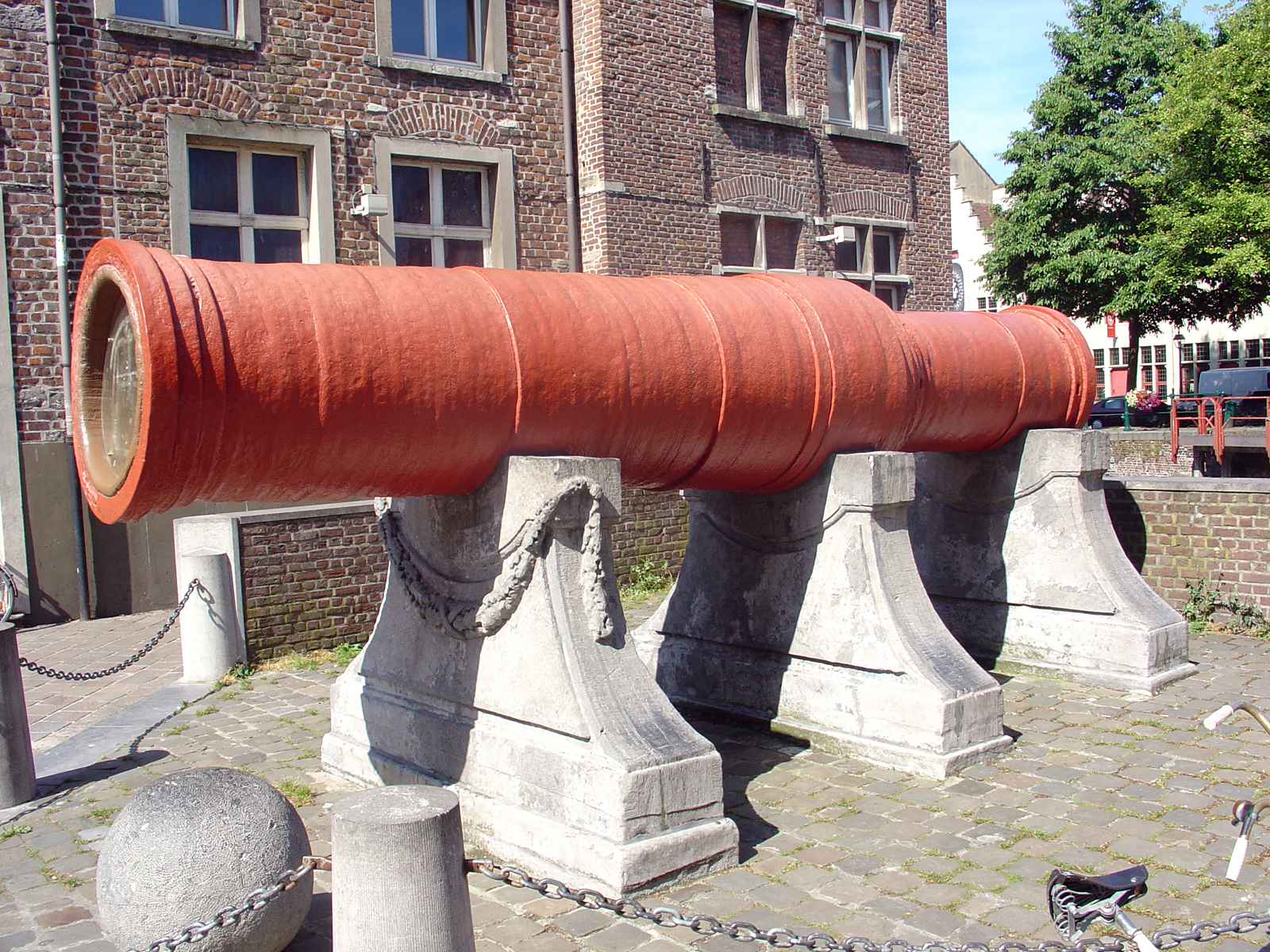
Đầu thế kỷ 15, Flemish với siêu pháo Dulle Griet tại Ghent (cỡ nòng 660 mm)

Danh sách các khẩu pháo theo cỡ nòng với tất cả các loại pháo qua các thời đại được liệt kê giảm dần tầm cỡ kích thước. Theo mục đích của danh sách này, sự phát triển của các khẩu siêu pháo có thể được chia thành ba giai đoạn, dựa trên loại đạn mà chúng được sử dụng:
- Đạn tròn bằng đá: Pháo có lỗ nòng rất lớn, bắn ra quả đạn tròn bằng đá, lần đầu tiên được giới thiệu vào đầu thế kỷ 14 đến thế kỷ 15 ở Tây Âu. Theo logic tăng hiệu quả thông qua kích thước, chúng đã phát triển từ những khẩu súng ngắn nhỏ thành những loại khổng lồ bằng sắt rèn hoặc đúc bằng đồng chỉ trong vòng vài thập kỷ.[1]
- Đạn và đạn tròn bằng sắt: Vào thế kỷ 16, một sự chuyển đổi chung từ những quả đạn đá sang những quả đạn sắt nhỏ hơn nhưng hiệu quả hơn rất nhiều. Sự thay đổi này và bên cạnh đó xu hướng hướng tới tiêu chuẩn hóa pháo binh, đã khiến các khẩu siêu pháo vốn đòi hỏi rất tốn kém trong sử dụng, theo cách hợp lý chúng sớm lỗi thời trong chiến trường châu Âu (ngoại trừ sử dụng cho các màn trình diễn nghi lễ).[2]
- Đạn nổ: Trong thời đại công nghiệp, pháo lại một lần nữa được cách mạng hóa bằng việc sử dụng đạn nổ, bắt đầu bằng súng Paixhans. Những đột phá trong luyện kim và phương thức sản xuất được tiếp nối bằng thử nghiệm mới với vũ khí cỡ nòng siêu lớn, đỉnh cao là các mẫu sử dụng trong hai cuộc Chiến tranh Thế giới. Trong thời kỳ hậu chiến, sự phát triển của pháo binh đã dần dần bị bỏ rơi bởi công nghệ tên lửa, trong khi những khẩu súng hạng nặng vẫn là nhu cầu của nhiều đơn vị quân sự.

Chúng là những khẩu pháo theo các thời kỳ khác nhau, do đặc điểm không giống nhau của các loại đạn mà chúng sử dụng, thực tế không thể so sánh được về kích thước lỗ nòng của chúng, danh sách sau đây được chia thành ba phần.

## Pháo theo cỡ nòng

### Đạn tròn bằng đá
Thời gian sử dụng: thế kỷ 15 đến thế kỷ 16
| | Cỡ nòng (mm) | Tên                                          | Kiểu    | Năm sản xuất      | Gốc | Sản xuất bởi             |
| --- | ------------ | -------------------------------------------- | ------- | ----------------- | --- | ------------------------ |
| Khẩu pháo Tsar Pushka, với lỗ nòng và đạn cỡ lớn.                                                     | 890          | Pháo Sa Hoàng                                | Bombard | 1586              | Sa quốc Nga | Andrey Chokhov           |
| Pháo Pumhart von Steyr nhìn từ phía sau                                                               | 820          | Pumhart von Steyr                            | Bombard | Đầu thế kỷ 15     | Gia tộc Habsburg, Đế quốc La Mã Thần thánh |                          |
| | 745          | Basilic                                      | Bombard | 1453              | Đế quốc Ottoman | Orban                    |
| Dòng khắc bởi Johann Georg Beck từ 1714. Biểu ngữ phía trên: "Pháo lớn nhất Đức, gọi là Faule Metze". | 735          | Faule Mette                                  | Bombard | 1411              | Thành phố của Brunswick, Đế quốc La Mã Thần thánh | Henning Bussenschutte    |
| Malik E Maidan tại phía tây của thành Bijapur                                                         | 700          | Malik-i-Maidan                               | Bombard | 1549              | Thành phố của Bijapur | Muhammad Bin Husain Rumi |
| Dulle Griet ở Ghent, gần chợ Friday trong khu phố cổ                                                  | 660          | Dulle Griet                                  | Bombard | Nửa đầu thế kỷ 15 | Thành phố của Ghent, Quận của Flanders, Công quốc của Burgundy |                          |
| | 635          | Rajagopala Beerangi (pháo)                   | Bombard | 1620              | Pháo đài Thanjavur, Tamil Nadu, Ấn Độ (Rajagopala Beerangi) được sử dụng vào năm 1650 trong thời kỳ Nayak để bảo vệ Thanjavur khỏi những kẻ thù xâm nhập qua Keelavasal (cổng phía đông). Khẩu pháo khổng lồ này được đúc tại Kollumedu gần Thanjavur và được dựng vào năm 1620 | Vikas Naikwade           |
| Pháo Dardanelles bị bỏ vào 2007 ở thành Nelson                                                        | 635          | Pháo Dardanelles hoặc Pháo Thổ Nhĩ Kỳ vĩ đại | Bombard | 1464              | Đế quốc Ottoman | Munir Ali                |
| Faule Grete sử dụng tại cuộc bao vây Friesack năm 1414.                                               | 520          | Faule Grete                                  | Bombard | 1409              | Deutschordensstaat | Heynrich Dumechen        |
| Mons Meg với đạn cho cỡ nòng 50 cm.                                                                   | 520          | Mons Meg                                     | Bombard | 1449              | Mons, Quận Hainaut, Công quốc Bourgogne | Jehan Cambier            |
| pháo đồng của Knights Hospitaller đúc vào 1480.                                                       | 510          |                                              | Bombard | 1480              | Hiệp sĩ Cứu tế |                          |

### Đạn và đạn tròn bằng sắt
Thời gian sử dụng: từ thế kỷ 16 đến thế kỷ 19
|              | Cỡ nòng (mm) | Tên                          | Kiểu                        | Năm sản xuất | Gốc                                         | Sản xuất bởi       |
| ------------ | ------------ | ---------------------------- | --------------------------- | ------------ | ------------------------------------------- | ------------------ |
| Kanone Greif | 280          | Kanone Greif                 | Scharfmetze ("medium size") | 1524         | Electorate of Trier                         | Master Simon       |
| pháo Jaivana | 280          | Jaivana                      |                             | 1720         | Jaigarh Fort, Jaipur Riyasat, Đế quốc Mogul |                    |
| Dalmadal     | 286          | Dal Madal Kaman/Dala Mardana |                             | 1565         | Mallabhum, Bengal Subah, Đế quốc Mogul      | Jagannath Karmakar |
| Jahan Kosha  |              | Pháo Jahan Kosha             |                             | 1637         | Bengal Subah, Đế quốc Mogul                 | Janardan Karmakar  |
|              | 240          | Zamzama                      |                             | 1757         | Đế quốc Durrani                             | Shah Nazir         |

Pháo Rodman và Dahlgren hai mươi inch (508 mm) được đúc vào năm 1864 trong Nội chiến Hoa Kỳ. Pháo Rodmans được sử dụng phòng thủ bờ biển. Mặc dù không được sử dụng như dự định, nhưng pháo Dahlgrens 2-20" đã được gắn trong các tháp pháo của USS Dictator và USS Puritan.

### Đạn nổ
Hiện nay: Thế kỷ 19 đến nay
|                                                               | Cỡ nòng (mm)     | Tên                                                  | Kiểu                    | Năm sản xuất | Nguồn gốc                           | Sản xuất bởi                                            |
| ------------------------------------------------------------- | ---------------- | ---------------------------------------------------- | ----------------------- | ------------ | ----------------------------------- | ------------------------------------------------------- |
| Súng cối Mallet với 36 inch sẽ chứa 480lb (217kg) thuốc súng. | 914              | Súng cối Mallet                                      | Súng cối                | 1857         | Vương quốc Liên hiệp Anh và Ireland | Robert Mallet                                           |
| Little David tại khu vực Aberdeen Proving                     | 914              | Little David                                         | Súng cối                | 1945         | Hoa Kỳ                              |                                                         |
| The Schwerer Gustav (màu đen) so với tên lửa hiện đại         | 800              | Schwerer Gustav                                      | Pháo trên đường ray     | 1941         | Đức Quốc Xã                         | Krupp                                                   |
|                                                               | 800              | Dora                                                 | Pháo trên đường ray     | 1942         | Đức Quốc Xã                         | Krupp                                                   |
| The Mortier monstre                                           | 610              | Mortier monstre                                      | Súng cối                | 1832         | Bỉ                                  | Henri-Joseph Paixhans                                   |
| 60 cm Karl-Gerät "Ziu" khai hỏa ở Warsaw, Tháng 8, 1944       | 600 (later, 540) | Karl-Gerät                                           | Súng cối                | 1940         | Đức Quốc Xã                         | Rheinmetall                                             |
|                                                               | 520              | Obusier de 520 modèle 1916                           | Súng cối trên đường ray | 1918         | Pháp                                | Schneider et Cie                                        |
| Chiến hạm của Nhật Yamato đang được đóng                      | 460              | Hải pháo 40cm/45 Loại 94                             | Hải pháo                | 1940         | Đế quốc Nhật Bản                    | Quân xưởng Hải quân Kure                                |
| Boche Buster ở Catterick, ngày 12 tháng 12 năm 1940           | 457.2            | BL 18 inch railway howitzer                          | Súng cối trên đường ray | 1920         | Vương quốc Liên hiệp Anh và Ireland | Elswick Ordnance Company                                |
| Trên giám sát hạm HMS General Wolfe                           | 457.2            | BL 18 inch Mk I naval gun                            | Hải pháo                | 1916         | Vương quốc Liên hiệp Anh và Ireland | Elswick Ordnance Company                                |
| Elswick 100 tấn tại Gibraltar                                 | 450              | RML 17.72 inch gun                                   | Hải pháo                | 1877         | Vương quốc Liên hiệp Anh và Ireland | Elswick Ordnance Company                                |
| Một trong những Berthas cỡ lớn sẵn sàng khai hỏa.             | 420              | Big Bertha                                           | Lựu pháo                | 1910s        | Đế quốc Đức                         | Krupp                                                   |
| Nhìn một bên Gamma-Gerät                                      | 420              | 42 cm Gamma Mörser                                   | Súng cối                | 1910s        | Đế quốc Đức / Đức Quốc Xã           | Krupp                                                   |
| 2B1 Oka                                                       | 420              | 2B1 Oka                                              | Súng cối                | 1957         | Liên Xô                             | KBM Kirov Plant                                         |
| Pháo của Áo-Hung 42 cm Haubitze M. 14/16                      | 420              | 42 cm Haubitze M. 14/16                              | Lựu pháo                | 1914-1918    | Áo-Hung                             | Škoda                                                   |
| Hải pháo BL 16.25 inch                                        | 412.8            | BL 16.25 inch Mk I naval gun                         | Hải pháo                | 1888         | Anh Quốc                            | Elswick Ordnance Company                                |
| pháo 406 mm từ chiến hạm Nhật Mutsu                           | 410              | 41 cm/45 3rd Year Type                               | Hải pháo                |              | Đế quốc Nhật Bản                    |                                                         |
| Pháo phòng thủ bờ biển 16 inch ở Aberdeen Proving             | 406              | 16"/50 caliber M1919 gun                             | Súng                    | 1920         | Hoa Kỳ                              | Watervliet Arsenal                                      |
| Súng 16 inch Mark 2 tại Washington Navy Yard                  | 406              | 16"/50 caliber Mark 2 gun                            | Súng                    | 1920         | Hoa Kỳ                              | Washington Navy Yard, Washington, D.C., Bethlehem Steel |
| Súng của HMS Rodney, 1940                                     | 406              | BL 16 inch Mk I naval gun                            | Hải pháo                | 1927         | Vương quốc Liên hiệp Anh và Ireland |                                                         |
| Batterie Lindemann, 1942                                      | 406              | Adolf Kanone                                         | Hải pháo                |              | Đức Quốc Xã                         | Krupp                                                   |
| 2A3 Kondensator                                               | 406              | 2A3 Kondensator 2P                                   | Lựu pháo                | 1956         | Liên Xô                             | KB SM Kirov Plant                                       |
| A 406 mm/50 B-37 trong thử nghiệm MP-10                       | 406              | 406 mm/50 B-37 cho Thiết giáp hạm lớp Sovetsky Soyuz | Hải pháo                | 1937         | Liên Xô                             | Barrikady Plant, Stalingrad                             |
| Một khẩu 16-inch trên tháp pháo.                              | 406              | 16"/50 caliber Mark 7 cho Thiết giáp hạm lớp Iowa    | Hải pháo                | 1943         | Hoa Kỳ                              | Washington Navy Yard, Washington, D.C.                  |